# Cercospora violae
Cercospora violae är en svampart som beskrevs av Sacc. 1876. Cercospora violae ingår i släktet Cercospora och familjen Mycosphaerellaceae.   Inga underarter finns listade i Catalogue of Life.